# Ejike Uzoenyi
Ejike Uzoenyi (Aba, 23 maart 1988) is een Nigeriaans profvoetballer die als buitenste middenvelder speelt.

## Clubcarrière
Uzoenyi begon bij Enyimba FC en speelt sinds 2008 voor Enugu Rangers. In 2013 speelde hij kort op huurbasis in Frankrijk bij Stade Rennes. In februari 2014 werd hij door Mamelodi Sundowns uit Zuid-Afrika gecontracteerd. Hij start daar in juli en maakte het seizoen af bij Enugu Rangers. In 2017 speelde hij voor Bidvest Wits en Ajax Cape Town. Hierna zat hij een periode zonder club. In het seizoen 2020/21 speelde hij in Bosnië voor FK Zvijezda 09. Hierna sloot hij weer aan bij Enugu Rangers.

## Interlandcarrière
Hij maakte zijn debuut voor het Nigeriaans voetbalelftal in 2012. Met zijn land won hij de African Cup of Nations 2013. Hij speelde ook op de African Championship of Nations 2014. Uzoenyi zat in de voorselectie voor het wereldkampioenschap voetbal 2014. Hij viel af maar werd later alsnog aan het team toegevoegd toen verdediger Uwa Elderson Echiéjilé met een blessure moest afhaken.